# Limu (Rae)
Pour les articles homonymes, voir Limu.
Limu est un village de la commune de Rae du comté de Harju en Estonie.
Au 31 décembre 2011, il compte 54 habitants.